# Marco Emilio Régilo
Marco Emilio Régilo (en latín, Marcus Aemilius Regillus) fue un político romano del siglo III a. C.

## Elección al consulado
Fue elegido cónsul junto con Tito Otacilio Craso para el año 214 a. C., pero Fabio Máximo, quien había presidido los comicios, indicó que había necesidad de generales con mayor experiencia para hacer frente a Aníbal y añadió que Régilo, en calidad de flamen, no debía salir de la Ciudad. Por lo tanto, el pueblo rechazó a Régilo y Otacilio y eligió en su lugar al propio Fabio y a Marco Claudio Marcelo.
Régilo murió en el año 205 a. C.